# اطلس ونچر
اطلس ونچر (انگلیسی: Atlas Venture) شرکت سرمایه‌گذاری آمریکایی است، که در سال ۱۹۸۰ تأسیس شد.